# ژاکتا هاکس
ژاکتا هاکس (انگلیسی: Jacquetta Hawkes; ۵ اوت ۱۹۱۰ – ۱۸ مارس ۱۹۹۶) انسان‌شناس، باستان‌شناس، نویسنده، و روزنامه‌نگار اهل بریتانیا بود. او اولین زنی بود که در رشته باستان‌شناسی و مردم‌شناسی در دانشگاه کمبریج تحصیل کرد. او که متخصص باستان‌شناسی پیشاتاریخ بود، بقایای نئاندرتال‌ها را در محوطه پارینه سنگی کوه کرمل با یوسرا و دوروتی گارود کاوش کرد. او نماینده بریتانیا در یونسکو بود و متصدی غرفه «مردم بریتانیا» در جشنواره بریتانیا را بر عهده داشت.
او که به‌خاطر کتاب «سرزمین» (۱۹۵۱) به‌طور گسترده‌ای شناخته شد. او دربارهٔ باستان‌شناسی می‌نوشت، سبک ادبی نوشتاری را با دانش عمیقی از منظره‌ها و زندگی‌های گذشته انسان‌ها در هم آمیخت، و همچنین از فیلم و رادیو استفاده کرد تا باستان‌شناسی را قادر به دستیابی به مخاطبان جدید کند.
در سال ۱۹۵۳ با جی بی پریستلی ازدواج کرد که با او چندین اثر جدید منتشر کرد. او یکی از بنیانگذاران کمپین خلع سلاح هسته ای و یک مبارز فعال در انجمن اصلاح قانون همجنسگرایان بود. در سال ۱۹۶۷ او Dawn of the Gods را منتشر کرد که تفسیری «زنانه» از مینوسی‌ها است. در سال ۱۹۷۱، شورای باستان‌شناسی بریتانیا به حمایت او از این رشته با نقش معاون رئیس‌جمهور پاداش داد.

## زندگی
جسی ژاکتا هاپکینز در ۵ اوت ۱۹۱۰ در کمبریج به دنیا آمد، او کوچک‌ترین فرزند سر فردریک گاولند هاپکینز (۱۸۶۱–۱۹۴۷)، بیوشیمیست و برنده جایزه نوبل، و همسرش جسی آن (۱۸۶۹–۱۹۵۶) دختر اد ویلیام استیونز بود. او یک برادر و یک خواهر داشت. پدر او پسر عموی شاعر جرارد مانلی هاپکینز بود. والدین او در بیمارستان گایز با یکدیگر آشنا شدند، جایی که هر دو در آنجا کار می‌کردند. او که از سنین جوانی به باستان‌شناسی علاقه‌مند بود، اولین تحقیقات خود را در ۹ سالگی انجام داد، زمانی که متوجه شد خانه اش در محل یک گورستان قرون وسطی است و شب‌ها به صورت مخفیانه از خانه بیرون می‌رفت تا در باغ حفاری کند.
از سال ۱۹۲۱ تا ۱۹۲۸ او در بنیاد استفان پرس شرکت کرد و در سال ۱۹۲۹ برای تحصیل در رشته جدید باستان‌شناسی و مردم‌شناسی در دانشگاه کمبریج تحصیلاتش را ادامه داد. در این دانشگاه او اولین زنی بود که این کار را انجام داد. در سال دوم دانشگاه در حفاری یک محوطه رومی در نزدیکی کولچستر شرکت کرد و در آنجا با همسرش، باستان‌شناس کریستوفر هاکس (۱۹۰۵–۱۹۹۲) ملاقات کرد. او با مدرک درجه یک ممتاز از کالج نیونهام فارغ‌التحصیل شد.

## حرفه
پس از فارغ‌التحصیلی، در سال ۱۹۳۲، به فلسطین سفر کرد و به مدرسه باستان‌شناسی بریتانیا در اورشلیم یا مؤسسه کنیون پیوست، تا در کنار یوسرا و دوروتی گارود در کوه کارمل کاوش کند. او در آنجا بر حفاری یک اسکلت نئاندرتال نظارت داشت. در بازگشت از فلسطین، در ۷ اکتبر ۱۹۳۳ با کریستوفر هاکس در کالج ترینیتی، کمبریج، زمانی که ۲۲ ساله بود ازدواج کرد
در سال ۱۹۳۴ او اولین مقاله خود را با عنوان «جنبه‌هایی از دوران نوسنگی و کالکولیتیک در اروپای غربی» در مجله باستان منتشر کرد. در همان سال، او از موزه فسیل‌ها و زمین‌شناسی دیوید آتنبرو بازدید کرد و نمونه‌هایی را به آن اهدا کرد. در سال ۱۹۳۵ او یک برنامه رادیویی به عنوان «بریتانیای باستان بیرون از خانه» را در رادیو بی‌بی‌سی رهبری کرد و ایده‌های کلیدی در مورد باستان‌شناسی را معرفی کرد و سپس با همکارانش استوارت پیگات و ناول مایرس دربارهٔ آنها بحث کرد. در سال ۱۹۳۷ تنها فرزند او، نیکلاس، به دنیا آمد.
در سال ۱۹۳۸ اولین کتاب هاکس، باستان‌شناسی جرسی ، منتشر شد که این دومین اثر از مجموعه ای در مورد باستان‌شناسی بود که توسط تام کندریک آغاز شده بود. در نتیجه موفقیت تحصیلی مونوگراف، او به عنوان عضو انجمن آثار باستانی انتخاب شد. در سال ۱۹۳۹ او برای نظارت بر حفاری مقبره پاساژ هریس تاون در نزدیکی واترفورد به ایرلند سفر کرد. بودجه این حفاری از سوی طرح امداد اشتغال در اداره خدمات عمومی تأمین شد.

## مرگ و میراث
هاکس در ۱۸ مارس ۱۹۹۶ در چلتنهام درگذشت خاکستر او که سوزانده شده‌است نزد پریستلی در مکانی نامعلوم در حیاط کلیسای هوبرهولم دفن می‌شود. با این حال، حضور آنها در آنجا با لوحی بر روی کلیسا گرامی داشته می‌شود.
در حالی که دیدگاه‌ها و نوشته‌های هاکس ممکن است برای نهاد باستان‌شناسی بیش از حد شاعرانه باشد در قرن بیست و یکم، نوشته‌های او با انتشار مجدد کتاب او A Land در سال ۲۰۱۲ با پیشگفتار جدیدی توسط نویسنده طبیعت و آکادمیک رابرت مک فارلین مخاطبان جدیدی پیدا کرد. رویکرد هنری، شاعرانه و انسان دوستانه هاکس به باستان‌شناسی توسط زندگی‌نامه نویس کریستین فین «باستان‌شناسی خلاق» نامیده شده‌است.
مجموعه‌های ویژه در دانشگاه برادفورد آرشیو او را نگهداری می‌کند که حاوی خاطرات روزانه، نامه‌ها، عکس‌ها، دفترچه‌ها، پیش نویس‌ها، آثار منتشرنشده، گزارش‌های مدرسه و خاطرات طبیعت است.